# MG 151
L'MG 151 fu un cannoncino aeronautico automatico da 15 e poi 20 mm sviluppato e prodotto dall'azienda tedesca Mauser dal 1940. Fu dapprima introdotto nel calibro di 15 mm nel Messerschmitt Bf 109F-2 agli inizi del 1941. Per la classificazione tedesca dell'epoca era considerato come mitragliatrice (Maschinengewehr), anche se dotato di proiettili esplosivi, in quanto i cannoni automatici (Maschinenkanone) erano considerati tali a partire dai 30 mm.
Progettato per sostituire il cannoncino MG FF ampiamente in uso nelle sue varianti come armamento dei velivoli tedeschi, rispetto a questo presentava maggiori cadenza di tiro e precisione. Restò in uso in molti Paesi anche dopo la 2ª Guerra Mondiale.

## Sviluppo
Negli anni '30 la Germania aveva intrapreso un vasto programma di ricostruzione di una potente forza aerea militare, e gli apparecchi da caccia erano tra i progetti più attentamente seguiti. La neonata Luftwaffe scelse la concezione di un armamento per gli apparecchi da caccia costituito da una potente mitragliera di grosso calibro (15 o 20mm) montata direttamente nella V dei motori in linea allora molto promettenti, affiancati da altre 2 mitragliatrici di calibro standard nella cappottatura del motore. Ciò garantiva una potenza di fuoco notevole anche contro aerei pesanti (bombardieri o da trasporto).
Questo schema venne scelto per il nuovo caccia Messerschmitt Me109, su cui la Luftwaffe contava molto e che per l'epoca della sua progettazione (1935-36) era all'avanguardia. La mitragliera di grosso calibro da montare nella V del motore DB601 e che avrebbe costituito il grosso della potenza d'urto dell'apparecchio era la MG FF da 20mm, l'unica disponibile in Germania, sviluppata dalla ditta Mauser AG e derivata dalla svizzera Oerlikon FF, all'epoca l'arma della sua categoria certamente più riuscita, rispetto alla quale però aveva una differente munizione: 20 x 80mm, meno potente della munizione originale svizzera 20 x 110mm, ma non era possibile altra scelta poiché l'arma svizzera originale era troppo grande e pesante per essere montata nei motori. La MG FF non diede mai grande prova di sé: bassa cadenza di tiro, scarsa precisione e impatto ne fecero un'arma indifferente e anche se venne prodotta in serie e montata su tutti gli aerei tedeschi, specie Me109 versione D ed E nonché i Focke-Wulf 190, non appena fu disponibile un progetto migliore venne sostituita.

### La MG 151 e la MG 151/20
Nel 1940 infatti la Mauser Werke di Oberndorf am Neckar aveva pronta una nuova munizione, la 15 x 96mm e la nuova arma con cui impiegarla: la MG 151. Rispetto alla MG FF offriva tutti i vantaggi: maggior capienza di munizioni (era alimentata a nastro e non a tamburo come la MG FF), maggiore cadenza di tiro, e un'eccezionale affidabilità dovuta a un'organizzazione meccanica a corto rinculo di canna ed a comandi elettrici migliorati. La velocità di bocca del proiettile da 15mm, più leggero, balzava da 580 a 850 m/s a tutto vantaggio di gittata e precisione. E sebbene l'arma fosse più lunga (quasi 2 m) e pesante, poteva essere montata in tutti gli aerei tedeschi in servizio.
A partire dal 1941 la MG 151 sostituì la più vecchia e carente MG FF su tutti i caccia della Luftwaffe, specie i Me109 a partire dalla serie F ("Friederich") ma non bastava a conferire la necessaria potenza di fuoco agli apparecchi. I piloti tedeschi infatti si accorsero subito che l'impatto dei proiettili esplosivi da 15mm non era sufficiente e chiesero armi di calibro maggiore; la Mauser rispose allargando a 20mm il collo dei bossoli da 15 x 96mm e accorciandoli, aumentando però la lunghezza del proiettile in modo da avere maggior carica esplosiva e maggior potere distruttivo; nacque così la munizione 20 x 82mm RB e l'arma destinata ad impiegarla: la MG 151/20 che era infatti una MG 151 con una canna di maggior calibro e altre lievi modifiche, cosa possibile grazie alle dimensioni della cartuccia 20 x 82 RB molto simili con quella da 15mm. Anche peso e dimensioni erano molto simili alla MG 151 e i due modelli di armi furono impiegati insieme per tutto il conflitto.
Rispetto alla munizione da 15 x 96mm, la nuova 20 x 82 RB offriva maggior impatto e capacità distruttiva, e fu subito apprezzata dai piloti tedeschi. Per contro, aveva minore velocità iniziale ma non al punto di scadere balisticamente e nel complesso entrambe le armi si rivelarono moderne ed efficienti, di elevata qualità costruttiva e affidabilità. La vecchia MG FF restò tuttavia in servizio, poiché la sua compattezza e leggerezza furono preziose per la realizzazione delle celebri installazioni Schräge Musik ("musica storta", sinonimo in Germania del termine americano "musica jazz") ampiamente usate sui caccia notturni tedeschi e per le quali la bassa velocità e cadenza di fuoco non rappresentavano un handicap.
Sebbene adeguati contro i caccia avversari e i bersagli a terra, gli MG 151 e 151/20 si dimostrarono inadatti ad abbattere i pesanti bombardieri alleati che imperversavano nei cieli della Germania: la Luftwaffe constatò che occorrevano in media 25-30 colpi per danneggiare seriamente un bombardiere quadrimotore, mentre con i nuovi cannoncini Rheinmetall MK 103 e MK 108 da 30mm, notevolmente più distruttivi, erano sufficienti soltanto 4-5 colpi; dal 1943, pertanto, i caccia tedeschi ricevettero il nuovo modello da 30 x 90 mm, mentre il MG 151 - 151/20 restò dotazione standard di cacciabombardieri e velivoli da attacco al suolo, nonché dei caccia notturni.
Gli MG 151/20 furono inoltre forniti alla Regia Aeronautica (furono installati sui caccia Fiat G 55 "Centauro", Macchi MC.205 e Reggiane Re.2005), alla ANR, alle forze aeree di Romania, Finlandia, Croazia e Giappone. Questi ultimi, destinati ad armare i caccia Kawasaki Ki-61, furono trasportati a bordo del sommergibile italiano Luigi Torelli nell'agosto 1943, in una rocambolesca missione che vide il battello italiano giungere in Giappone dopo la firma dell'armistizio di Cassibile del quale marinai e comandante italiani non sapevano nulla; appena sbarcato, l'intero equipaggio fu arrestato e imprigionato.

## Dopo il conflitto
Grandi quantità di armi MG 151 e 151/20 furono ovviamente recuperate dagli aerei della Luftwaffe in disarmo dopo il 1945 e impiegate in molti conflitti negli anni '50,'60 e '70, specie nel terzo mondo; per esempio, numerosi esemplari furono utilizzati nelle guerre coloniali africane da Portogallo, Sudafrica e Rhodesia. Il principale utilizzatore, tuttavia, fu la Francia che utilizzò estesamente la MG 151/20 su aerei ed elicotteri, in specie l'Aerospatiale Alouette III.